# Ñuflo de Chávez (provincie)
Ñuflo de Chávez is een provincie in het departement Santa Cruz in Bolivia. De provincie is genoemd naar de Spaanse conquistador Ñuflo de Chaves. De provincie heeft een oppervlakte van 54.150 km² en heeft 116.545 inwoners (2012). De hoofdstad is Concepción.
Ñuflo de Chavez is verdeeld in zes gemeenten:
- Concepción (hoofdplaats Concepción)
- Cuatro Cañadas
- San Antonio de Lomerío
- San Javier (hoofdplaats San Javier)
- San Julián
- San Ramón

Andrés Ibáñez · 
Ángel Sandoval · 
Chiquitos · 
Cordillera · 
Florida · 
Germán Busch · 
Guarayos · 
Ichilo · 
Ignacio Warnes · 
José Miguel de Velasco · 
Manuel María Caballero · 
Ñuflo de Chávez · 
Obispo Santistevan · 
Sara · 
Vallegrande